# Addo Kazianka
Addo Kazianka (Cremona, 11 maggio 1931) è un ex ciclista su strada italiano.

## Carriera
Cremonese di nascita, ma di origine polacca, fu professionista tra il 1956 e il 1961. Corse per la Leo-Chlorodont, la Tricofilina, la EMI e la VOV. Le sue principali vittorie da professionista furono una tappa al Giro d'Italia 1960 e una tappa alla Volta Ciclista a Catalunya nel 1959.

## Palmarès
- 1951 (dilettanti)

Coppa San Geo
- 1959 (Tricofolina-Coppi, una vittoria)

7ª tappa Volta Ciclista a Catalunya (Berga > Argentona)
- 1960 (Emi, due vittorie)

Giro delle Alpi Apuane
12ª tappa Giro d'Italia (Asti > Cervinia)

## Piazzamenti

### Grandi giri
- Giro d'Italia

1959: 44º
1960: 27º
1961: ritirato

### Classiche monumento
- Giro di Lombardia

1959: 11º